# Eburodacrys puella
Eburodacrys puella är en skalbaggsart som först beskrevs av Newman 1840.  Eburodacrys puella ingår i släktet Eburodacrys och familjen långhorningar.
Artens utbredningsområde är Surinam. Inga underarter finns listade i Catalogue of Life.